# Cerro Atravesada
Cerro Atravesada är ett berg i Argentina.   Det ligger i provinsen Neuquén, i den sydvästra delen av landet, 1 200 km väster om huvudstaden Buenos Aires. Toppen på Cerro Atravesada är 2 577 meter över havet, eller 633 meter över den omgivande terrängen. Bredden vid basen är 6,8 km.
Terrängen runt Cerro Atravesada är huvudsakligen kuperad. Trakten runt Cerro Atravesada är nära nog obefolkad, med mindre än två invånare per kvadratkilometer.. Det finns inga samhällen i närheten. 
Omgivningarna runt Cerro Atravesada är i huvudsak ett öppet busklandskap.